# Kościół św. Jakuba w Oliwie
Kościół św. Jakuba w Oliwie – rzymskokatolicki kościół filialny. Mieści się w dzielnicy Oliwa przy ulicy Opackiej w Gdańsku, w województwie pomorskim.

## Budowla i otoczenie

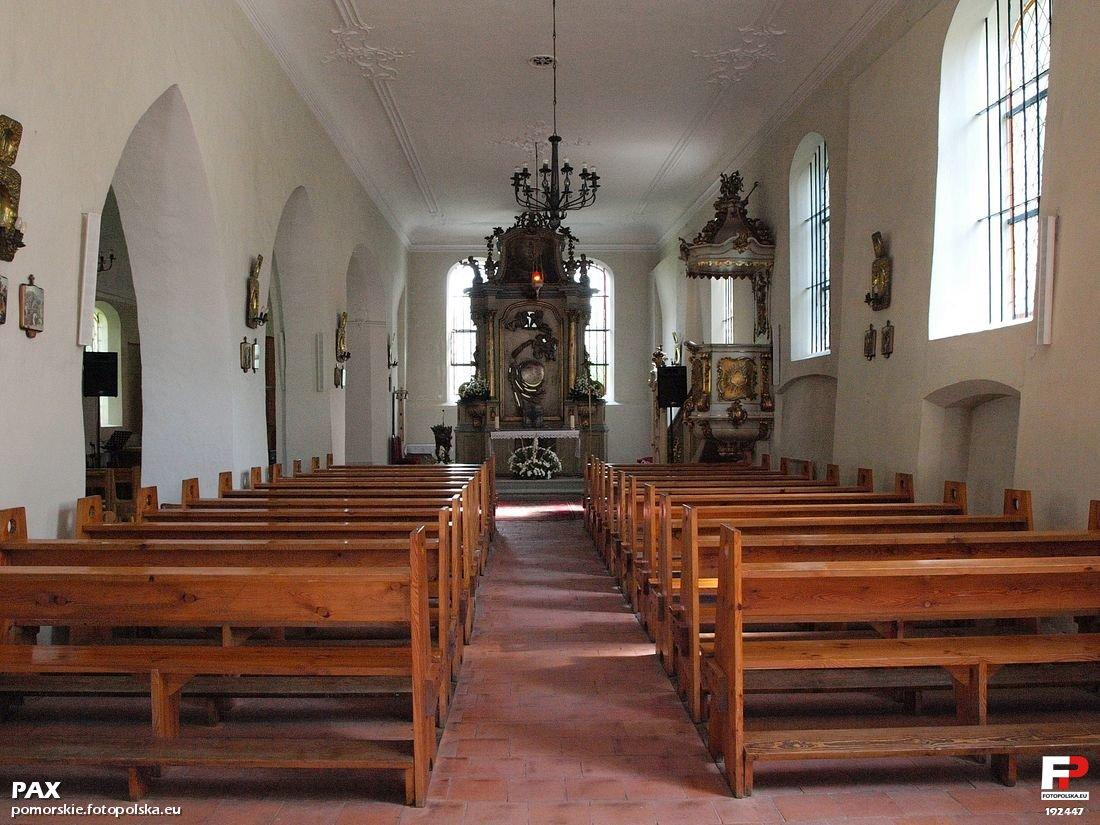
Wnętrze kościoła

Kościół jest dwunawową niewielką świątynią. Ma 28 metrów długości, 10 metrów szerokości oraz 12 metrów wysokości. Wyposażenie kościoła stanowią ambona i ołtarz z II połowy XVIII wieku. Ołtarz zdobił obraz Chrystusa z 1853 roku, dzieło malarza gdańskiego Louisa Sy; obecnie znajduje się w kurii metropolitalnej. W posadzce zobaczyć można 6 płyt nagrobnych, w tym 4 – z herbami. Wschodni szczyt budowli zdobi rokokowy kartusz z czasów opata Jacka Józefa Rybińskiego (1740–1782).
Cmentarz przy kościele św. Jakuba dzisiaj już nie istnieje; został zamknięty w 1878 roku. Pobliski Cmentarz Oliwski został założony w 1832 roku. W 1909 roku wybudowano na nim kaplicę cmentarną według planów architekta Singera – twórcy kaplicy św. Piotra w Jelitkowie (→kościół św. Apostołów Piotra i Pawła).
Przy al. Grunwaldzkiej 517 w Oliwie stoi kapliczka św. Jana Nepomucena z XVIII wieku. Jest ona świadectwem pielgrzymek organizowanych przez Bractwo Drogi Krzyżowej, powołane w 1766 roku przez papieża Klemensa XIII. Po drodze z kościoła Reformatów w Gdańsku Chełmie do Kalwarii Wejherowskiej było 14 stacji. Zachowana do dziś kapliczka z figurami Matki Boskiej i św. Jana Nepomucena, zwana przez dawnych mieszkańców Oliwy „Kolumną Maryjną”, świadczy o religijności w tamtych czasach.

## Rys historyczny
- około początku XIV wieku – obok klasztoru cysterskiego powstał murowany, na miejscu wcześniejszego drewnianego, trójnawowy kościół parafialny pw. św. Jakuba dla mieszkańców najbliższych wsi, będących własnością opactwa cystersów oliwskich
- 18 lutego 1577 – kościół został zburzony przez gdańskich żołnierzy
- 1591–1593 – odbudowa świątyni w formie dwunawowej
- 18 stycznia 1604 – Franciszek Łącki, sufragan z Włocławka, konsekrował kościół św. Jakuba
- 1637 – gruntowny remont i przebudowa kościoła
- 1709 – kościół zwieńczyła wieża o wysokości 24 metrów
- 1833 – po kasacie klasztoru cysterskiego w Oliwie (1831) kościół klasztorny został przekazany katolikom jako parafialny, a kościół św. Jakuba – przyznany ewangelikom
- 1835 – wybudowano plebanię (ul. Opacka 9)
- 1879–1882 – przeprowadzono gruntowny remont kościoła
- 1920 – ewangelicy przenieśli się do nowo wybudowanego kościoła Pojednania w Oliwie
- 1946 – kościół św. Jakuba przekazano katolikom i do dziś pełni on funkcję kościoła rektorskiego
- 1960 – w ramach przeprowadzonej rewaloryzacji odsłonięto najstarsze partie muru na zewnętrznych ścianach z charakterystycznymi dla wiejskich kościółków gotyckich wmurowanymi polnymi kamieniami
- 1999 – odnowiono kościół, pokryto go nowym dachem, naprawiono wieżę i pomalowano
- 2006 – kościół otrzymał zewnętrzną iluminację